# Kjell Högberg
Kjell Robert Högberg, född 6 augusti 1939 i Sollefteå församling i Västernorrlands län, är en svensk militär.

## Biografi
Högberg avlade officersexamen vid Krigsskolan 1964 och utnämndes samma år till fänrik i armén, varefter han befordrades till kapten vid Västernorrlands regemente 1972 och till major 1975. År 1982 befordrades han till överstelöjtnant, varefter han var avdelningschef i Arméstaben 1982–1985 samt bataljonschef vid Älvsborgs regemente 1985–1988. Han befordrades 1987 till överste och var 1988–1994 personalkårchef tillika ställföreträdande chef för Västernorrlands regemente. Därefter var han chef för Västmanlands regemente 1994–1995 och chef för Frivilligavdelningen vid Högkvarteret 1995–1999.